# Brette-les-Pins
Brette-les-Pins is een gemeente in het Franse departement Sarthe (regio Pays de la Loire). De plaats maakt deel uit van het arrondissement Le Mans. Brette-les-Pins telde op 1 januari 2022 2.127 inwoners.

## Geografie
De oppervlakte van Brette-les-Pins bedroeg op 1 januari 2022 14,51 vierkante kilometer; de bevolkingsdichtheid was toen 146,6 inwoners per km².

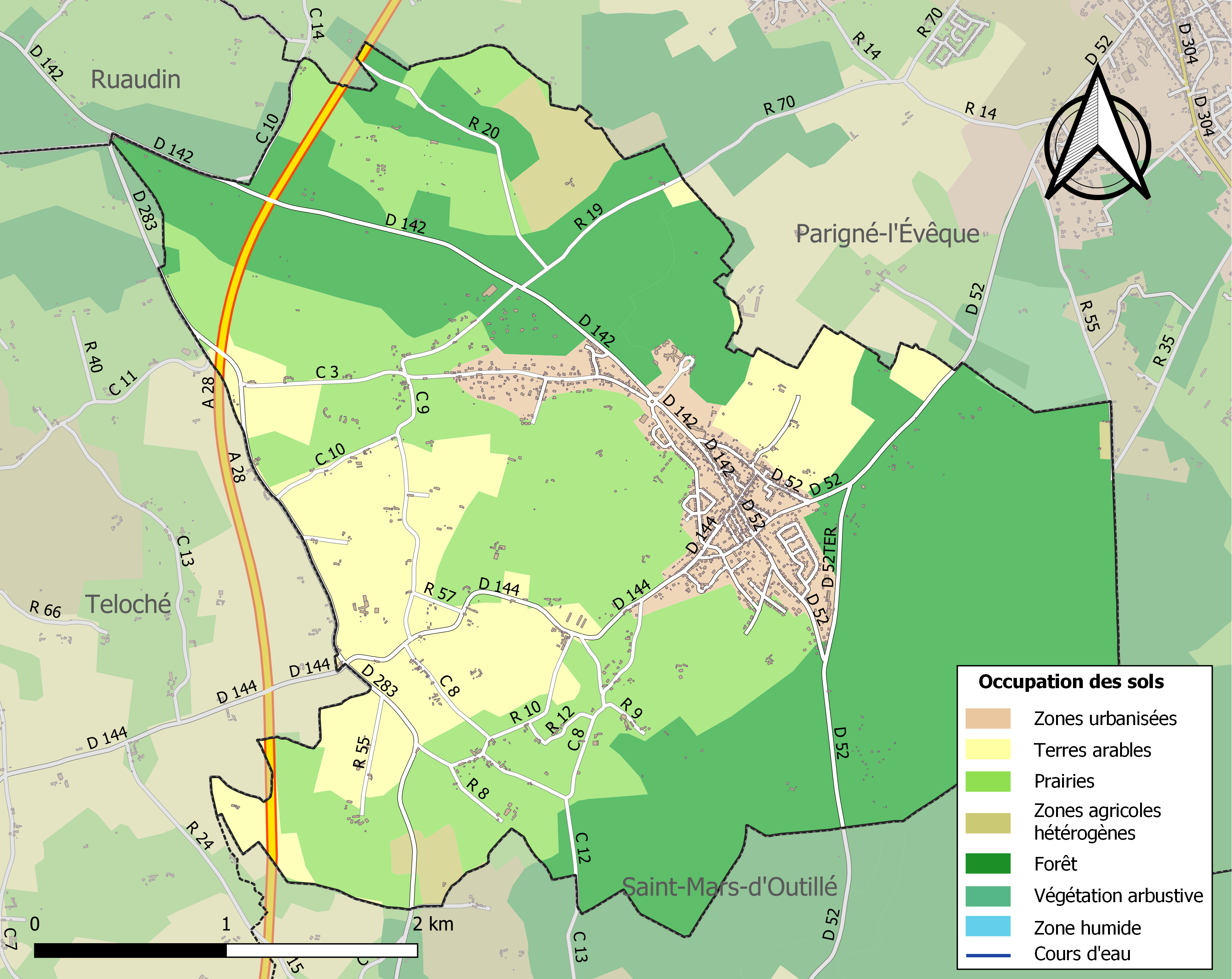
Kaart van de gemeente met de belangrijkste infrastructuur, bodemgebruik en omliggende gemeenten

## Demografie
Onderstaande figuur toont het verloop van het inwonertal (bron: INSEE-tellingen).

## Afbeelding

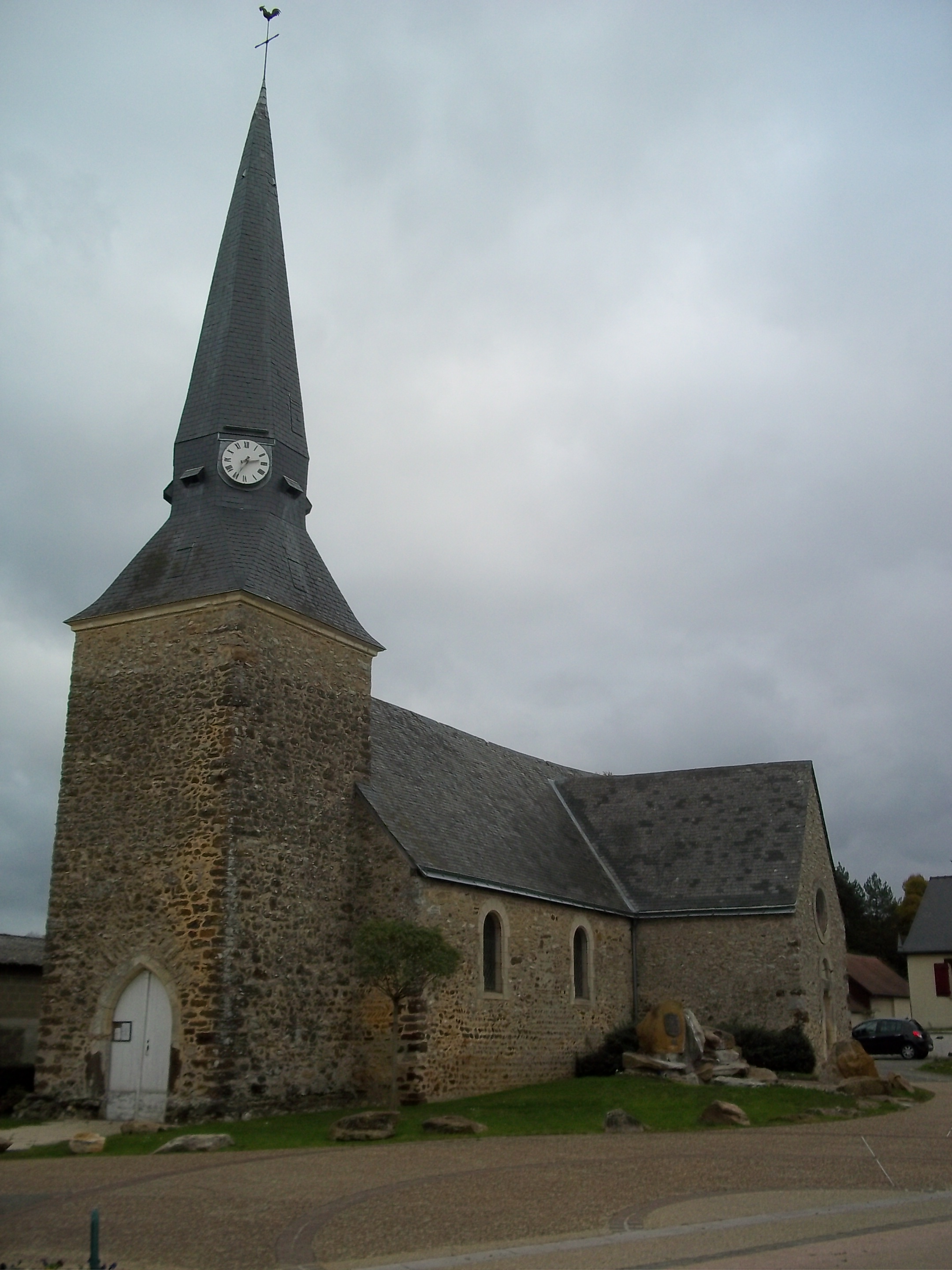
Église Saint-Martin